# Ronald Venetiaan
Ronald Runaldo Venetiaan (Paramaribo, 18 giugno 1936) è un politico surinamese.
In gioventù si trasferì per gli studi nei Paesi Bassi dove si laureò in matematica presso l'Università di Leida.
È stato due volte Presidente del Suriname: il primo mandato gli fu conferito il 16 settembre 1991 per un periodo di 5 anni (fino al 15 settembre 1996). Alle successive elezioni perse la carica contro Jules Wijdenbosch. Nel 2000 si ricandidò con l'alleanza socialdemocratica Nieuwe Front voor Democratie en Ontwikkeling (Nuovo fronte per la democrazia e lo sviluppo) e vinse nuovamente con 37 voti favorevoli su 51 totali nel Parlamento, battendo il candidato della Millennium Combinatie Rashied Doekhi e rimanendo in carica dal 12 agosto 2000 al 12 agosto 2010.